# Як влаштувати оргію в маленькому місті
«Як влаштувати оргію в маленькому місті» (англ. How to Plan an Orgy in a Small Town) — канадська еротична комедія, що вийшла 2015 року.

## Сюжет
Кессі Кренстон, газетна оглядачка про секс, повертається до рідного містечка Біверс-Рідж на похорон своєї матері, вперше після того, як у шістнадцять років  покинула містечко через приниження від однокласників, які заскочили її на спробі втратити цноту з Адамом Мітчеллом. Кессі і тепер відчуває неприязнь своїх колишніх друзів. Але вона знаходить можливість помститися, написавши про них книгу, коли вони запитують її, чи допоможе вона їм влаштувати оргію. Маючи проблеми зі своїм видавцем, оскільки багато сексуальних історій, про які вона писала, насправді були вигаданими, а також зі своїми колишніми друзями та сусідами, оскільки вона часто писала про них як про придурків і негідників, чи може вона відмовити у такому інтимному питанні незважаючи навіть на те, що вона сама досі незаймана?

## У ролях
| Актор            | Роль             |
| ---------------- | ---------------- |
| Джуел Стейт      | Кессі Кренстон   |
| Енніс Есмер      | Адам Мітчелл     |
| Лоурен Лі Сміт   | Гізер Мітчелл    |
| Кетрін Ізабель   | Еліс Соломон     |
| Марк О'Браєн     | Брюс Бак         |
| Джонас Чернік    | Честер О'Коннелл |
| Томмі-Амбер Пірі | Поллі Мюррей     |
| Джеймс Макговен  | Спенсер Гуд      |
| Крістіан Бруун   | Сет Парсонс      |
| Гугун Діп Сінгх  | Гус              |
| Наталі Браун     | Анна             |
| Лорен Голлі      | Морін Кренстон   |